# Антоній Слонімський
Антоній Слоні́мський (пол. Antoni Słonimski; нар. 15 листопада 1895, Варшава — пом. 4 липня 1976, Варшава) — польський поет, фейлетоніст, драматург, сатирик, театральний критик.

## Біографія
Народився у єврейській родині. Його батько, Станіслав Слонімський — відомий варшавський лікар. Мати — Євгенія Познанська.
1917 — закінчив Академію мистецтв у Варшаві. Займався малярством.
1918 — зацікавився поезією. Спочатку з'явилися кілька сонетів на сторінках газети «Kurier Warszawski», а восени — перша збірка поезії. Того ж року співзаснував літературну кав'ярню «Pod Picadorem», а 1919-го — поетичну групу «Skamander».
Тексти Слонімського використовували багато кабаретів: Czarny Kot, Qui Pro Quo, Cyrulik Warszawski, Tip Top та Niebieski Ptak (російський авангардний).
Написав два романи у стилі наукової фантастики: «Торпеда часу» (1924) та «Два кінці світу» (Dwa końce świata, 1937)
У березні 1934 року одружився з Яніною Конарською, польською художницею та скульпторкою. Дітей подружжя ніколи не мало.
Під час Другої світової війни опинився в еміґрації — спочатку в Парижі (1939–1940), потім у Лондоні. Працював у еміграційній періодиці.
1945–1948 — очолював літературного відділення ЮНЕСКО, потім був директором Інституту польської культури у Лондоні.
1951 — повернувся на постійне проживання до Польщі.
На хвилі відлиги 1956 року був обраний президентом Союзу польських літераторів. Залишався на цій посаді до 1959 року, коли був усунений Владиславом Ґомулкою. Перейшов в опозицію.
1964 року разом з Яном Юзефом Ліпським ініціював так званий «Лист 34» проти культурної політики ПОРП (польська комуністична партія). Згодом критикував владу за антисемітську компанію у березні 1968. 1975 року підписався під «Меморіалом 59» і «Листом 14» проти планів зміни конституції ПНР.
Помер через травми, отримані в автокатастрофі.

## Твори
- Sonety (1918)
- Parada (1920)
- Godzina poezji (1923)
- Droga na wschód (Дорога на схід; 1924), збірка віршів на основі вражень від подорожей до Палестини та Бразилії
- Z dalekiej podróży (1926)
- Rodzina (Сім'я; 1933), комедія про двох братів: фашиста і комуніста
- Okno bez krat (1935)
- Dwa końce świata (Два кінці світу; 1937)
- Alarm (1940)
- Wiek klęski (1945)
- Nowe wiersze (1959)
- Wiersze 1958—1963 (1963)
- 138 wierszy (1973)

### Публіцистика і проза
- Wspomnienia warszawskie, Czytelnik 1957
- W oparach absurdu (спільно з Юліаном Тувімом), Wydawnictwo Iskry 1958, wyd. 4 2008, ISBN 9788324400676
- Artykuły pierwszej potrzeby, Notatki i uwagi 1951—1958, Państwowy Instytut Wydawniczy 1959
- Załatwione odmownie, Felietony 1960—1961, Państwowy Instytut Wydawniczy 1963
- Załatwione odmownie, seria druga, Felietony 1962—1964, Państwowy Instytut Wydawniczy 1964
- Jawa i mrzonka, (Spowiedź emigranta — Jak to było naprawdę), Państwowy Instytut Wydawniczy 1964
- Alfabet wspomnień, Państwowy Instytut Wydawniczy, 1975
- Obecność, Czytelnik (wydawnictwo), Warszawa 1973
- Ciekawość, Felietony 1973—1976, Czytelnik 1981, wyd. 2 1988, ISBN 8307019176
- Gwałt na Melpomenie, Felietony teatralne 1924—1939, Wydawnictwa Artystyczne i Filmowe, 1982
- Moja podróż do Rosji, Literackie Towarzystwo Wydawnicze, 1997, ISBN 8390158329
- Kroniki tygodniowe t. 1, 1927—1931, Literackie Towarzystwo Wydawnicze, 2001, ISBN 8388736310
- Kroniki tygodniowe t. 2, 1932—1935, Literackie Towarzystwo Wydawnicze, 2001, ISBN 8388736086
- Kroniki tygodniowe t. 3, 1936—1939, Literackie Towarzystwo Wydawnicze, 2004, ISBN 8388736477
- Romans z X muzą. Teksty filmowe z lat 1917—1976, Biblioteka «Więzi», 2007, ISBN 978-83-60356-22-7

### Сценічні твори
- Wieża Babel, віршована драма 1927
- Murzyn warszawski, комедія 1928
- Lekarz bezdomny, комедія 1930
- Rodzina, комедія 1933